# Сунь Фанхуэй
Сунь Фанхуэй (кит. упр. 倪诗群, пиньинь Sūn Fānghuì; род. 1993) — китайская шахматистка, международный мастер среди женщин (2017).

## Биография
В 2017 году заняла четвертое место на зональном турнире Азиатской зоны 3.5 за Чжай Мо, Ни Шицюнь и Чжу Цзиньэр, и получила право участвовать в чемпионате мира по шахматам среди женщин 2018 года.
На чемпионате мира по шахматам среди женщин в 2018 году в Ханты-Мансийске в первом туре проиграла Тань Чжунъи.